# Бенсон, Уильям
Уильям Шепперд Бенсон (англ. William Shepherd Benson; 25 сентября 1855, Мейкон, Джорджия — 20 мая 1932, Вашингтон) — американский военно-морской деятель, адмирал и первый руководитель военно-морскими операциями, занимавший эту должность в период Первой мировой войны.

## Ранняя жизнь
Родился в округе Бибб, штат Джорджия. Окончил Военно-морскую академию США в 1877 году. В ранние годы своей военно-морской службы, в 1880-х годах, совершил кругосветное путешествие на корабле Dolphin. Он также активно участвовал в картографировании побережья и гидрографических экспедициях, был инструктором в Военно-морской академии, командовал крейсером USS Albany (CL-23).
В 1909 году Бенсон был произведён в капитаны и стал начальником штаба Тихоокеанского флота США. В 1911 году Бенсон стал первым офицером-коммандером на линкоре USS Utah (BB-31). Он был комендантом военно-морской верфи Филадельфии в 1913-1915 годах. 

## Руководитель военно-морскими операциями
В мае 1915 года он был повышен в звании до контр-адмирала и стал первым руководителем военно-морскими операциями. Был повышен в звании до адмирала в 1916 году, его обязанности значительно расширились, когда Соединённые Штаты вступили в Первую мировую войну в апреле 1917 года. В течение следующих полутора лет он курировал расширение военно-морского флота, расширение зоны его операций в европейских водах и транспортировку американских экспедиционных сил во Францию. После заключения в ноябре 1918 Компьенского перемирия он был активным участником в длительных мирных переговорах с Германией. Был известен как противник использования военно-морской авиации. Ушёл со службы в сентябре 1919 года, в последние годы жизни участвовал в руководстве U.S. Shipping Board. Умер в Вашингтоне, похоронен на Арлингтонском национальном кладбище.